# Comitato Nazionale Olimpico e Sportivo Francese
Il Comitato nazionale olimpico e sportivo francese (in francese Comité national olympique et sportif français) è l'organismo di coordinamento dello sport in Francia.
Rappresenta questa nazione presso il Comitato Olimpico Internazionale (CIO) dal 1894 (insieme al Comitato Olimpico degli Stati Uniti, è l'associazione sportiva olimpica più antica) e ha lo scopo di curare l'organizzazione e il potenziamento dello sport in Francia e, in particolare, la preparazione degli atleti francesi, per consentire loro la partecipazione ai Giochi olimpici.
L'attuale presidente dell'organizzazione è Brigitte Henriques, la carica di segretario generale è occupata da Jean-Pierre Mougin, il vicepresidente è Bernard Lapasset, già presidente della Fédération Française de Rugby e di World Rugby.

## Storia
Il comitato olimpico francese venne fondato nel 1894 per volere del barone Pierre de Coubertin; il Presidente della Repubblica Francese Félix Faure fu presidente onorario dell'ente. Si appoggiò al Comitato Nazionale dello Sport, per creare l'USFSA, acronimo di "Unione sportiva francese degli sport atletici", il 23 maggio 1908; fino al 1925, il presidente del comitato nazionale dello sport era legalmente il capo del COF. Quando Jules Rimet divenne presidente del CNS, Justinien Clary restò in carica come presidente del COF. La fusione tra i due comitati avvenne il 22 febbraio 1972.

## Presidenti
- Duvignau de Lanneau (1911-1912)
- Albert Glandaz (1912-1913)
- Justinien Clary (1913-1933)
- Armand Massard (1933-1967)
- Jean de Beaumont (1967-1972)
- Claude Collard (1972-1982)
- Nelson Paillou (1982-1993)
- Henri Sérandour (1993-2009)
- Denis Masseglia (2009-2021)
- Brigitte Henriques (2021-)